# 道の駅北はりまエコミュージアム
道の駅北はりまエコミュージアム（みちのえき きたはりまエコミュージアム）は、兵庫県西脇市にある国道175号の道の駅である。
2015年1月に重点道の駅候補に選定された。
2001年（平成13年）8月21日に道の駅に登録された。NPO法人北はりま田園空間博物館が運営している。

## 施設
- 駐車場
  - 普通車：50台
  - 大型車：3台
  - 身障者用：2台
- トイレ（いずれも24時間利用可能）
  - 男：大 2器、小 4器
  - 女：4器
  - 身障者用：1器
- レストラン「たにし」（9時 - 17時）
- 物産販売コーナー
- 公衆電話

## 休館日
- 年末年始のみ

## アクセス
- 国道175号 - 登録路線
  - 兵庫県道36号西脇篠山線
- JR西日本 加古川線 日本へそ公園駅